# Eddy Merckx Cycles
Eddy Merckx Cycles est un fabricant de cycles belge fondée par Eddy Merckx en 1980, trois ans après qu'il a arrêté les courses.

## Historique

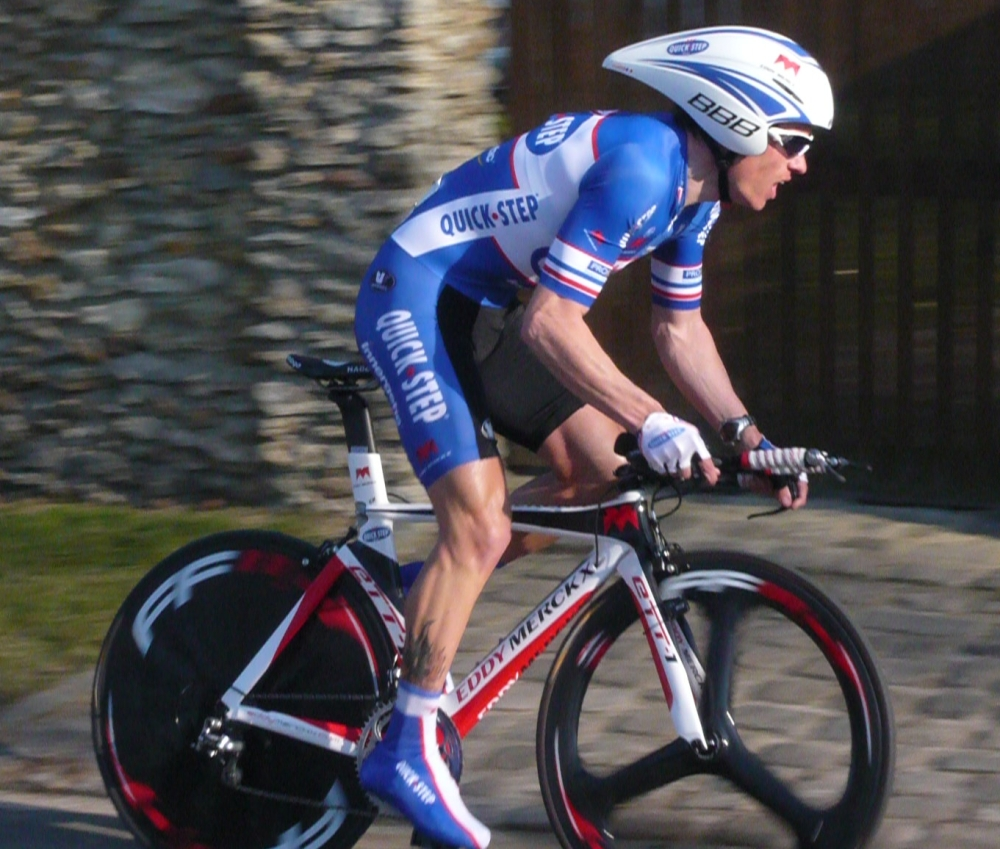
Sylvain Chavanel sur un vélo de l'entreprise en 2010

Eddy Merckx Cycles est devenu célèbre pour avoir été le fournisseur officiel des équipes Kelme, 7-Eleven, Gan, Telekom, Motorola, Lotto-Domo et Quick-Step. Ses vélos ont été utilisés entre autres par les coureurs Erik Zabel, Jan Ullrich, Lance Armstrong, Tom Boonen, Sylvain Chavanel, Peter Van Petegem et Robbie McEwen.
En 2008, Eddy Merckx revend une partie de ses actions au fonds d’investissement Sobradis (géré par Joris Brantegem, ex patron de Brantano). 
En 2014, Diepensteyn (le fonds d'investissement de Jan Toye (Palm Belgian Craft Brewers) ) prend le contrôle de l'entreprise,.
En 2017, l'entreprise passe sous le contrôle d'un autre marque de vélo belge, Ridley Bikes

## Sponsoring
- 2012 Wallonie-Bruxelles–Crédit agricole, Topsport Vlaanderen-Mercator, Jo Piels, RLVB.